# فيليب ماير (صحفي)
فيليب ماير (بالإنجليزية: Philip Meyer)‏ هو صحفي أمريكي، ولد في 27 أكتوبر 1930 في ديشلير في الولايات المتحدة.